# Stefano Albanese
Pour les articles homonymes, voir Albanese.
Stefano Albanese, né le 20 mai 1944, à Palerme, en Italie, est un ancien joueur italien de basket-ball. Il évolue au poste de pivot.